# Life on Other Planets
Life on Other Planets är det fjärde studioalbumet av den brittiska musikgruppen Supergrass, lanserat 2002 på skivbolaget Parlophone. Albumet blev det första där Rob Coombes, som spelat keyboard på gruppens föregående album blev officiell medlem och gruppen utökades därmed till fyra medlemmar. Låten "Grace" blev med en trettondeplacering på brittiska singellistan albumets största singelframgång. Även "Seen the Light" och "Never Done Nothing Like That Before" gavs ut som singlar.

## Låtlista
1. "Za" – 3:04
2. "Rush Hour Soul" – 2:55
3. "Seen the Light" – 2:25
4. "Brecon Beacons" – 2:56
5. "Can't Get Up" – 4:02
6. "Evening of the Day" – 5:18
7. "Never Done Nothing Like That Before" – 1:43
8. "Funniest Thing" – 2:29
9. "Grace" – 2:30
10. "La Song" – 3:43
11. "Prophet 15" – 4:05
12. "Run" – 5:28

## Listplaceringar
- UK Albums Chart, Storbritannien: #9[1]
- VG-lista, Norge: #13[2]